# András Keve
András Keve (* 10. November 1909 in Budapest; † 30. März 1984 ebenda; eigentlich András Kleiner, auch András Keve-Kleiner) war ein ungarischer Ornithologe.

## Leben
András Kleiner beschäftigte sich schon vor dem Abitur intensiv mit der Vogelwelt des Bakonywaldes und des Plattensees. 1930 referierte er erstmals auf dem XI. Zoologischen Kongress in Padua. Zunächst studierte er auf Wunsch seiner Eltern Jura, promovierte dann aber 1935 im Fachbereich Geologie-Paläontologie-Zoologie. Seit 1934 hatte er bereits zeitweise als Wissenschaftliche Hilfskraft am Biologischen Institut gearbeitet, 1939 wurde er dort wissenschaftlicher Assistent. 1942 änderte er seinen Familiennamen in „Keve“. 1946 wurde er Privatdozent am Ungarischen Ornithologischen Institut, wo er bis zu seiner Pensionierung 1974 angestellt blieb. 1953 wurde er zum „Kandidaten der Wissenschaften“ ernannt. Zwischenzeitlich arbeitete er als Stipendiat auch in England, Österreich und der Schweiz. Während seines Ruhestandes war er für das Ungarische Naturwissenschaftliche Museum in Budapest tätig.
Als Ornithologe widmete sich Keve vorrangig der planmäßigen Erforschung der ungarischen Vogelwelt, zu der er mehrere Standardwerke verfasste. Insbesondere beschäftigte er sich mit dem Plattensee, dem Bakonywald und den Donau-Auen. Weitere Forschungsschwerpunkte waren die Feinsystematik und die Ernährung verschiedener Vogelarten. Zudem betätigte er sich auf zahlreichen anderen Themengebieten wie der Molekularbiologie und dem Vogelschutz. Keve veröffentlichte über 500 Fachpublikationen und war Mitglied zahlreicher internationaler, ornithologischer Vereinigungen, Kongresse und Konferenzen. Für seine Bemühungen im Vogelschutz wurde er mit zahlreichen Auszeichnungen bedacht.